# Hans von Passow
Hans (Karl Wilhelm) Passow, sau năm 1871 là von Passow (22 tháng 4 năm 1827 tại Wredenhagen – 18 tháng 1 năm 1896 tại Schwerin) là một sĩ quan quân đội Phổ – Đức trong cuộc Chiến tranh Pháp-Đức (1870 – 1871).

## Tiểu sử
Passow xuất thân trong một gia đình trung lưu ở xứ Mecklenburg, đã từng sản sinh hàng thế hệ học sĩ và viên chức. Ông là con trai của viên trưởng kiểm lâm Đại Công quốc Friedrich Ludwig Passow (23 tháng 1 năm 1793 tại Ludwigslust – 30 tháng 6 năm 1872 tại Karlsbad) và người vợ của ông này là Luise, tên khai sinh von Bülow (1797 – 23 tháng 3 năm 1869 tại Schwerin).
Ông đã theo đuổi một sự nghiệp sĩ quan, và sau khi giữ một số chức vụ, ông là một thiếu tá và tư lệnh cấp tiểu đoàn trong Trung đoàn Bộ binh số 2 trong cuộc Chiến tranh Pháp-Đức (1870 – 1871). Nhân dịp các lực lượng của Đức ca khúc khải hoàn trở về kinh thành Berlin vào ngày 16 tháng 6 năm 1871, Đức hoàng (Kaiser) Wilhelm I, trên cương vị là Quốc vương Phổ, đã liệt ông vào hàng khanh tướng Vương quốc Phổ "vì đã thể hiện lòng dũng cảm trước kẻ địch trong cuộc chiến tranh chống Pháp (wegen der im Kriege gegen Frankreich vor dem Feinde bewiesenen Tapferkeit). Ông đã làm đến cấp bậc Trung tướng và Tư lệnh của Sư đoàn số 22, và vào năm 1889 ông nghỉ hưu với quân hàm Thượng tướng Bộ binh.
Vào ngày 9 tháng 4 năm 1869, tại Niekrenz, ông đã thành hôn với Erika Magdalene Theodore Steuer (sinh ngày 7 tháng 11 năm 1848 tại Niekrenz-Neusanitz). Cặp đôi này có chín người con.